# Immetorp BK
Immetorp bollklubb är ett fotbollslag som grundades i Karlskoga, år 1937. Hemmaplanen heter Källmossens IP, men var tidigare Österbro. I början innefattades även bandyverksamhet. I dagsläget spelar A-laget i division 6 Värmland Östra. Klubbens ordförande heter Fredrik Zetterberg-Eriksson. IBK har även ett andralag som spelar i division 7 Värmland Östra.